# Angolas håndboldlandshold (damer)
Angolas håndboldlandshold er det angolanske landshold i håndbold for kvinder.
Holdet har deltaget flere gange i VM og Sommer-OL og deres bedste placering i begge turneringer er en 7. plads i 2007 og 1996. I de afrikanske mesterskaber har de været altdominerende og vundet næsten samtlige udgaver.
Holdet lavede en stor overraskelse ved Sommer-OL 2016, hvor man kvalificerede sig videre fra OL-turneringens gruppespil, med to bemærkelsesværdige sejre over Montenegro og Rumænien. Man blev slået af OL-favoritterne fra Rusland i kvartfinalen, med cifrene 27-31.
Året efter fik holdet den danske succestræner Morten Soubak som landstræner, der tidligere havde vundet VM 2013 i Serbien med Brasilien.

## Resultater

### Sommer-OL
- 1996: 7.-plads
- 2000: 9.-plads
- 2004: 9.-plads
- 2008: 12.-plads
- 2012: 10.-plads
- 2016: 8.- plads
- 2020: 10.-plads

### VM
- 1990: 16.-plads
- 1993: 16.-plads
- 1995: 13 – 15. plads
- 1997: 15.-plads
- 1999: 15.-plads
- 2001: 13.-plads
- 2003: 17.-plads
- 2005: 16.-plads
- 2007: 7.-plads
- 2009: 11.-plads
- 2011: 8.-plads
- 2013: 16.-plads
- 2015: 15.-plads
- 2017: 19.-plads
- 2019: 15.-plads
- 2021: 25.-plads
- 2023: 15.-plads

### Afrikamesterskabet
- 1989: .-plads
- 1991: .-plads
- 1992: .-plads
- 1994: .-plads
- 1996: .-plads
- 1998: .-plads
- 2000: .-plads
- 2002: .-plads
- 2004: .-plads
- 2006: .-plads
- 2008: .-plads
- 2010: .-plads
- 2012: .-plads
- 2014: .-plads
- 2016: .-plads
- 2018: .-plads
- 2021: .-plads
- 2022: .-plads

## Seneste trup
Den endelige spillertrup ved Sommer-OL 2024 i Paris.
Cheftræner:  Carlos Viver
| Nr. | Navn               | Position     | Kampe | Mål | Klub                 |
| --- | ------------------ | ------------ | ----- | --- | -------------------- |
| 1   | Marta Alberto      | Målvogter    | 22    | 1   | Petro de Luanda      |
| 2   | Vilma Nenganga     | Venstre back | 14    | 20  | Petro de Luanda      |
| 5   | Liliane Mario      | Stregspiller | 20    | 57  | Primeiro de Agosto   |
| 6   | Juliana Machado    | Højre back   | 74    | 137 | Primeiro de Agosto   |
| 7   | Dolores Rosário    | Højre fløj   | 20    | 32  | Primeiro de Agosto   |
| 8   | Helena Paulo       | Venstre back | 48    | 184 | Primeiro de Agosto   |
| 9   | Natália Bernardo   | Venstre back | 289   | 230 | Primeiro de Agosto   |
| 10  | Albertina Kassoma  | Stregspiller | 88    | 243 | CS Rapid București   |
| 11  | Marilia Quizelete  | Venstre fløj | 23    | 45  | Petro de Luanda      |
| 13  | Natália Kamalandua | Højre fløj   | 30    | 85  | CSM Corona Brașov    |
| 18  | Chelcia Gabriel    | Playmaker    | 0     | 0   | Petro de Luanda      |
| 20  | Stélvia Pascoal    | Venstre back | 25    | 32  | Saint-Amand Handball |
| 30  | Eliane Paulo       | Målvogter    | 7     | 0   | CSM Târgu Jiu        |
| 35  | Azenaide Carlos    | Højre back   | 96    | 116 | CSM Corona Brașov    |

## Kendte spillere
- Nair Almeida
- Marcelina Kiala
- Natália Bernardo
- Isabel Guialo